# Municipio de Sylva
El municipio de Sylva (en inglés: Sylva  Township) es un municipio ubicado en el  condado de Jackson en el estado estadounidense de Carolina del Norte. En el año 2010 tenía una población de 6.671 habitantes.

## Geografía
El municipio de Sylva se encuentra ubicado en las coordenadas 35°22′53.36″N 83°12′43.53″O / 35.3814889, -83.2120917.